# Alexéi Chervotkin
Alexéi Alexándrovich Chervotkin –en ruso, Алексей Александрович Червоткин– (Zykovy, 30 de abril de 1995) es un deportista ruso que compite en esquí de fondo.
Participó en dos Juegos Olímpicos de Invierno, obteniendo dos medallas en la prueba de relevo: plata en Pyeongchang 2018 (junto con Andrei Larkov, Alexandr Bolshunov y Denis Spitsov) y oro en Pekín 2022 (con Alexandr Bolshunov, Denis Spitsov y Serguei Ustiugov).
Ganó dos medallas de plata en el Campeonato Mundial de Esquí Nórdico, en los años 2017 y 2021.

## Palmarés internacional
| Juegos Olímpicos   | Juegos Olímpicos            | Juegos Olímpicos | Juegos Olímpicos |
| Año                | Lugar                       | Medalla          | Prueba           |
| ------------------ | --------------------------- | ---------------- | ---------------- |
| 2018               | Pyeongchang (Corea del Sur) | Medalla de plata | Relevo 4 × 10 km |
| 2022               | Pekín (China)               | Medalla de oro   | Relevo 4 × 10 km |
| Campeonato Mundial |                             |                  |                  |
| Año                | Lugar                       | Medalla          | Prueba           |
| 2017               | Lahti (Finlandia)           | Medalla de plata | Relevo 4 × 10 km |
| 2021               | Oberstdorf (Alemania)       | Medalla de plata | Relevo 4 × 10 km |